# 30147 Amyhammer
30147 Amyhammer è un asteroide della fascia principale. Scoperto nel 2000, presenta un'orbita caratterizzata da un semiasse maggiore pari a 2,3015776 UA e da un'eccentricità di 0,0940991, inclinata di 5,59134° rispetto all'eclittica.